# Hermann Haack
Hermann Haack (Friedrichswerth, 1872 – Gotha, 1966) è stato un geografo tedesco.
Lavorò alla casa editrice Justus Perthes, divenuta poi casa editrice Hermann Haack, fu direttore del Petermanns Geographische Mitteilungen dal 1948 al 1954 e redattore del Stielers Handatlas (1921-1925).